# يناير 1943
الأحداث المتعلقة بالحرب العالمية الثانية مفصلة في مقال يناير 1942 (الحرب العالمية الثانية) .

## الأحداث
- وتحت الضغط البريطاني، أعلن الجنرال كاترو ،وهو المفوض السامي لفرنسا الحرة في المشرق، استعادة النظام الجمهوري وإجراء الانتخابات في سوريا ولبنان .
- نصح رئيس الحكومة الرومانية ميهاي أنتونيسكو موسوليني بالانسحاب من الحرب، الأمر الذي سيسمح لرومانيا بمتابعته.

- 9 يناير : أول رحلة في كاليفورنيا لكوكبة لوكهيد ، مخصصة لنقل الركاب والبضائع.

- 13 يناير : هتلر يعلن " حرب شاملة ".

- 14 يناير : افتتاح مؤتمر في أنفا يجمع تشرشل وروزفلت ، والذي تقرر فيه نزول الحلفاء في إيطاليا عام 1943 وفي فرنسا عام 1944 . وسيكون لزاماً على ألمانيا وإيطاليا واليابان أن تستسلم دون قيد أو شرط.

- 18 يناير : القوات السوفيتية تتمكن من كسر تطويق لينينغراد المعزولة منذ خريف عام 1941 .

- 23 يناير : قوات مونتغمري تستولي على طرابلس في نهاية تقدم 1 800 km على مدى ثلاثة أشهر من العلمين .

- 24 يناير :
  - جولة مرسيليا : بناءً على أوامر من الألمان، بدأت الشرطة في إخلاء منطقة الميناء القديم في مرسيليا ، والتي سيتم تدميرها إلى حد كبير؛
  - أمر هتلر قواته بالقتال حتى الموت ضد السوفييت للاحتفاظ بمدينة ستالينغراد .

- 26 يناير :
  - حركات المقاومة في المنطقة الجنوبية ( القتال والتحرير وفرانك ترير ) تتحد في حركات المقاومة المتحدة تسمى (MUR)؛
  - وانضمت قوات مونتغمري إلى الصف الفرنسي بقيادة الجنرال لوكلير ، الذي سيطر على فزان الإيطالية.

- 30 يناير : إنشاء الميليشيا ، الناتجة عن خدمة أمر الفيلق، بقيادة الأمين العام جوزيف دارناند ، الذي يشارك في التعاون والقتال ضد المقاومة .

## الولادات
- 1 يناير : حمدي بناني ، مغني وعازف كمان جزائري

- 6 يناير : أوسكار لوبيز ريفيرا ، سياسي بورتوريكو وناشط مستقل.

- 8 يناير : الأميرة نورودوم بوفا ديفي ، وزيرة الثقافة في كمبوديا .

- 13 يناير : ريتشارد مول ، ممثل أمريكي († 26 ).

- 14 يناير :
  - لينا هيلم فالين ، سياسية ، وزيرة سابقة ونائبة وزير السويد .
  - أنجيلو باجناسكو ، كاردينال إيطالي ، رئيس أساقفة جنوة.

- 17 يناير :
  - دانيال سي. براندنشتاين ، رائد فضاء أمريكي .
  - دينيس تونيكليف ، بارون تونيكليف، نظير بريطاني، طيار وعامل سكة حديد.

- 19 يناير :
  - جانيس جوبلين ، مغنية أمريكية (توفيت 4 ).
  - الأميرة مارغريت ملكة هولندا في أوتاوا. تم تغيير غرفة المستشفى إلى الأراضي الهولندية حتى تتمكن من الاحتفاظ بحقها في الميراث.

- 20 يناير : مارغريت آرتشر ، عالمة اجتماع بريطانية ( 21 )

- 23 يناير :
  - غاري بيرتون ، عازف الجاز الأمريكي .
  - بيل كاميرون ، صحفي وممثل.

- 26 يناير : برنارد تابي ، رجل أعمال وسياسي فرنسي († 3 ).

- 28 يناير : باول هندرسون ، لاعب هوكي الجليد.

## موت
- 1 يناير : George P. Graham, chef du Parti libéral de l'Ontario.

- 4 يناير : مارينا راسكوفا ، طيار سوفيتي (° 28 ).

- 7 يناير : نيكولا تيسلا ، مخترع ومهندس كهربائي.

- 13 يناير : صوفي تاوبر أرب ، رسامة .

## انظر كذلك

### مقالات ذات صلة
- الحرب العالمية الثانية<span typeof="mw:DisplaySpace" id="mw5A">&nbsp;</span>: يناير 1943
- 5 يناير 1943
- 13 يناير 1943
- 20 يناير 1943